# 布倫丹·派翠克
布倫丹·派翠克（英語：Brendan Patricks，1980年12月3日—）是一位英國演員和魔術師。在前往倫敦音樂與戲劇藝術學院接受訓練之前，布倫丹派翠克曾經在胡爾城大學就讀。除了演員的工作之外，他也和喜劇演員尼克莫哈默德組成了一個魔術表演搭檔。他在畢業自戲劇學校之後就開始了在劇場和電視上的表演事業，現在他已經出演了多部電影和電視劇。

## 外部連結
- 個人網站 （页面存档备份，存于）
- 布倫丹·派翠克在互联网电影资料库（IMDb）上的資料（英文）